# Felo
Felo, született Rafael Batista Hernández (Las Palmas, 1936. október 24. –) spanyol labdarúgó, középpályás.

## Pályafutása
1956 és 1960 között a Las Palmas, 1960 és 1965 között a Real Madrid, 1965 és 1967 között a Sevilla labdarúgója volt. A Real csapatával öt spanyol bajnoki címet és egy kupagyőzelmet ért el. Tagja volt az 1961–62-es és 1963–64-es BEK-döntős együttesnek.

## Sikerei, díjai
Real Madrid
- Spanyol bajnokság (La Liga)
  - bajnok (5): 1960–61, 1961–62, 1962–63, 1963–64, 1964–65
- Spanyol kupa (Copa del Generalísimo)
  - győztes: 1962
- Bajnokcsapatok Európa-kupája (BEK)
  - döntős (2): 1961–62, 1963–64